# Gimnastiorka

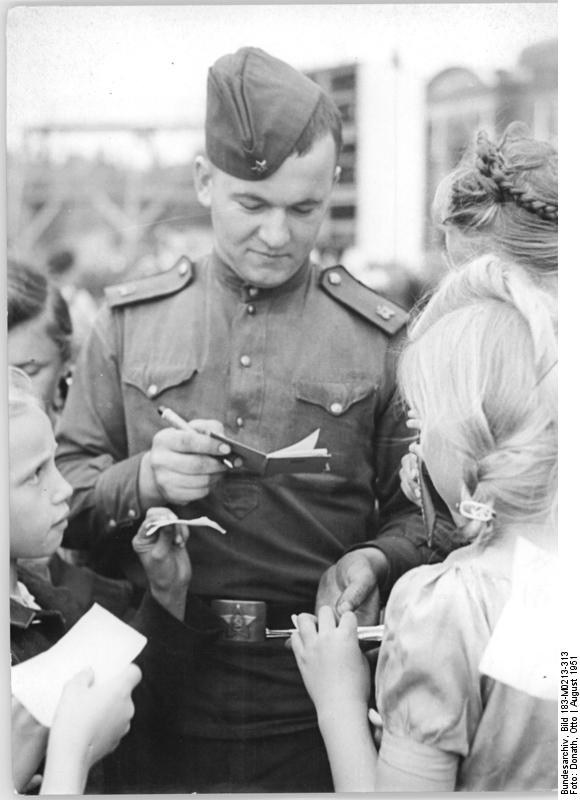
Żołnierz w gimnastiorce

Gimnastiorka (ros. гимнастёрка, gʲɪmnɐˈsʲtʲɵrkə) – tradycyjna rosyjska bluza mundurowa w formie smocku z rzędem guzików sięgającym od szyi do okolic pasa. W zależności od wersji mogła być zakończona stójką i zapięciem na dwa dodatkowe guziki lub rozłożonymi kołnierzykami; posiadać jedną, dwie lub brak górnych kieszeni na piersi, a także oznaczenia stopnia w formie patek lub pagonów. Wersja carska posiadała stójkę, podczas gdy wersja radziecka M35 miała kołnierzyki, które zostały z powrotem zastąpione stójką w wersji M43. W okresie carskim istniała także wersja dwurzędowa (kitiel) dla oficerów wszystkich stopni.

## Czasy carskie

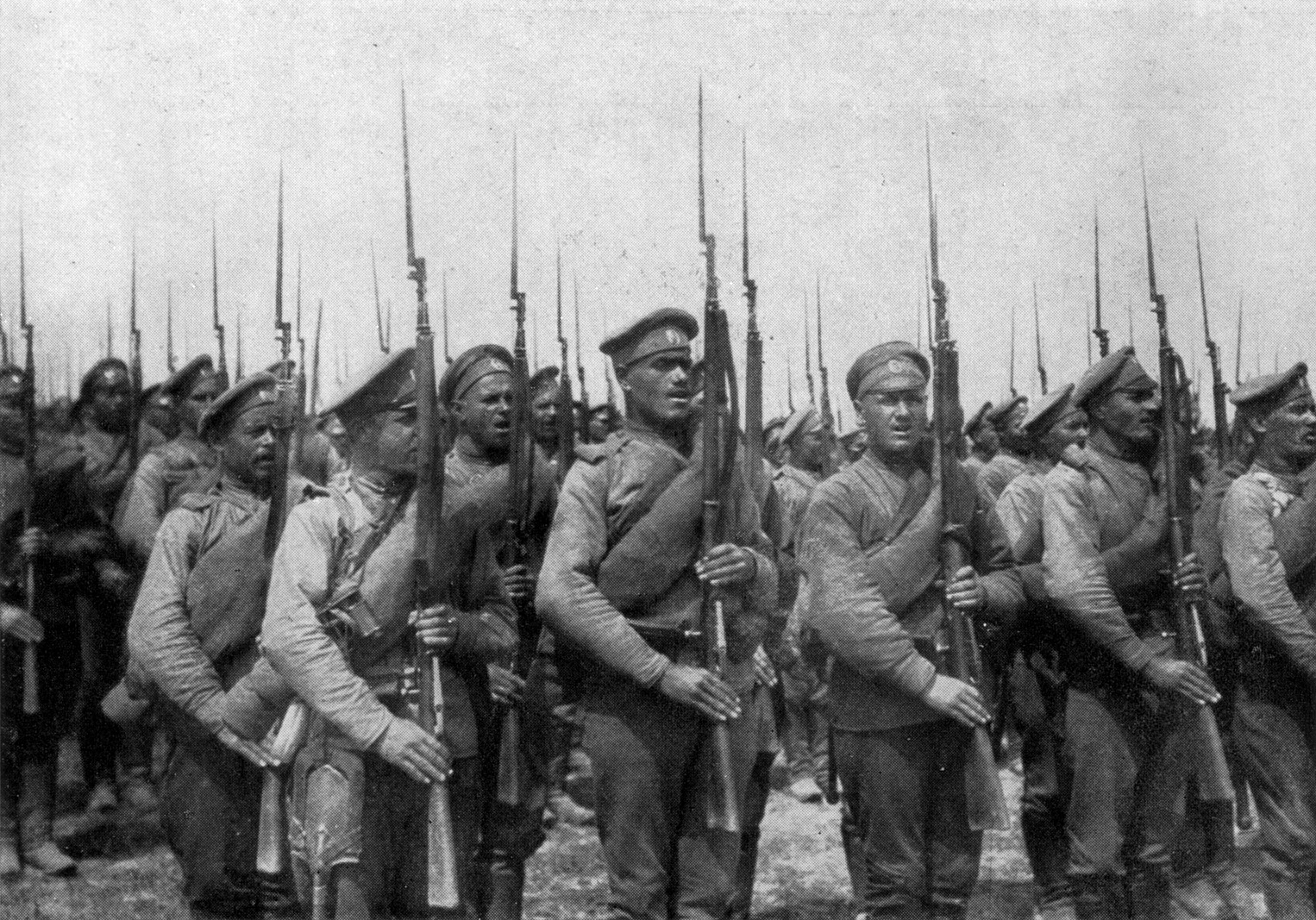
Żołnierze rosyjscy w gimnastiorkach w czasie I wojny światowej

Gimnastiorka została wprowadzona do Armii Imperium Rosyjskiego około 1870 roku do noszenia przez pułki stacjonujące w Turkiestanie podczas gorących miesięcy letnich. Przybrała formę luźnej, białej, lnianej tuniki i zawierała kolorowe naramienniki, które z czasem zaczęto przeszywać na ciemnozieloną tunikę noszoną przez resztę roku. Gimnastiorka została wprowadzona do wszystkich oddziałów armii rosyjskiej w czasie wojny rosyjsko-tureckiej w latach 1877–1878. Pierwotnie przeznaczona jako strój roboczy do noszenia w czasach pokoju i wzorowana na tradycyjnej rosyjskiej bluzie chłopskiej, została następnie przystosowana do warunków polowych i stroju służbowego. Jej odpowiednikiem dla oficerów była biała dwurzędowa tunika lub kitiel. Podczas wojny rosyjsko-japońskiej w latach 1904–1905 biała gimnastiorka z czerwonymi lub niebieskimi naramiennikami okazała się zbyt rzucająca się w oczy na XX-wiecznym polu bitwy z użyciem nowoczesnej broni, co doprowadziło do ciężkich strat w rosyjskich szeregach, dlatego żołnierze często farbowali je na różne odcienie zieleni. Elegancja i wygoda białej gimnastiorki umożliwiły jednak jej przetrwanie jeszcze przez kilka lat jako noszonej w czasach pokoju, dopóki w latach 1907–1909 nie przyjęto oficjalnie wersji w kolorze jasny khaki, którą noszono podczas I wojny światowej.

## Po rewolucji
Po rewolucji październikowej w 1917 roku siłom bolszewickim została wydana nowa wersja gimnastiorki z podwójnym kołnierzykiem i z trzema poprzecznymi pasami wszytymi na klatce piersiowej w kolorze rodzaju broni. Podczas rosyjskiej wojny domowej zarówno kontrrewolucyjna Biała Armia, jak i bolszewicka Armia Czerwona nosiły gimnastiorki. Oddziały Białej Armii otrzymały nowe, czarne gimnastiorki według oryginalnego imperialnego wzoru, niektóre z nich nosiły nadal stare mundury w kolorze khaki lub białe, ale wszystkie z nich miały naramienniki. Armia Czerwona nosiła zarówno stare, carskie gimnastiorki, jak i te nowego typu, z kolorowymi pasami lub bez nie, przy czym zawsze bez naramienników, których noszenie odrzucała ideologia bolszewicka. Szeroka gama mundurów noszonych przez obie strony podczas wojny domowej wynikała z trudności w dostawach i produkcji w chaotycznych warunkach tamtych czasów.
W 1924 roku zniesiono poprzeczne pasy, a w 1935 roku gimnastiorkę zmodyfikowano w celu dostosowania do ponownego wprowadzenia stopni wojskowych w Armii Czerwonej. Wersja M35 została nieznacznie zmodyfikowana 1 sierpnia 1941 roku po doświadczeniach wyniesionych z wojny zimowej, zastępując jaskrawe patki przy kołnierzu ciemniejszymi i bardziej stonowanymi kolorami. W 1943 roku na fali euforii po zwycięstwie pod Stalingradem przywrócono tradycyjną carską wersję ze stójką i naramiennikami, zastępując gimnastiorkę M35. M43 pozostawała w służbie jako strój roboczy aż do ostatecznego wycofania gimnastiorek z Armii Radzieckiej w 1969 roku.
Carska policja również nosiła białą gimnastiorkę jako mundur letni do 1917 roku. Ich następca, sowiecka milicja, nadal nosiła tę tradycyjną odzież do lat pięćdziesiątych.

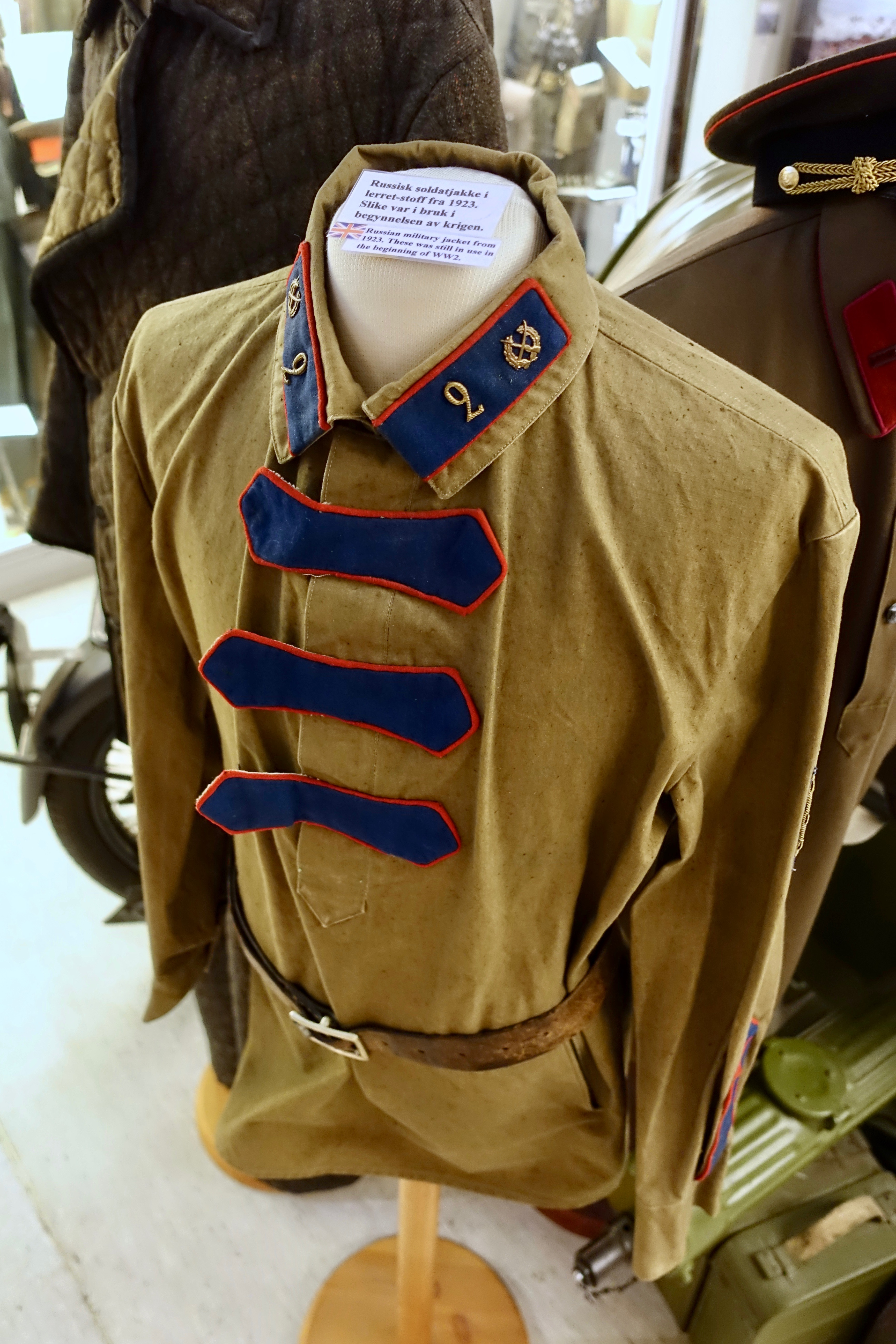
Model z czasów wojny domowej z trzema poprzecznymi pasami
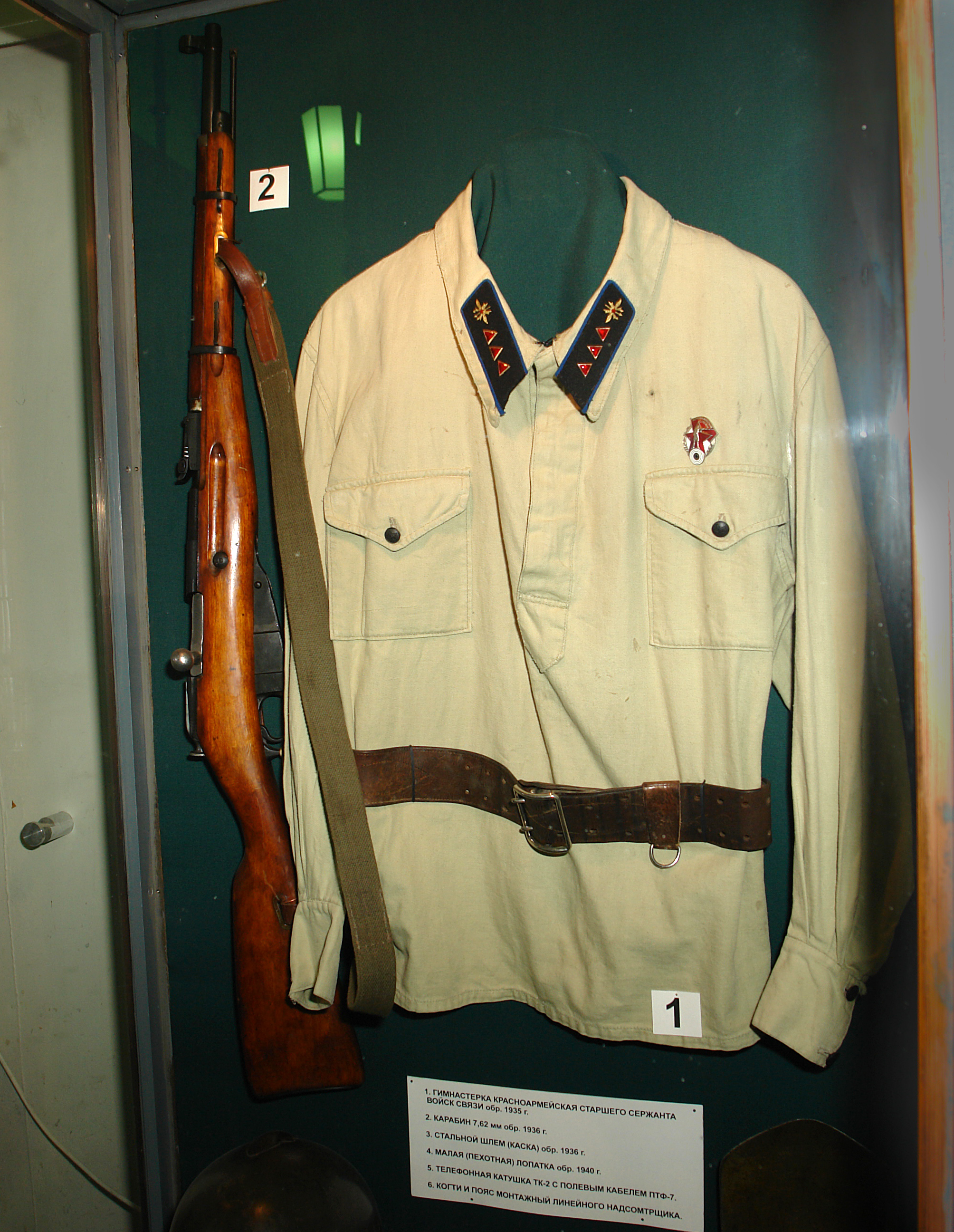
Gimnastiorka starszego sierżanta Armii Czerwonej, wersja z 1935 roku
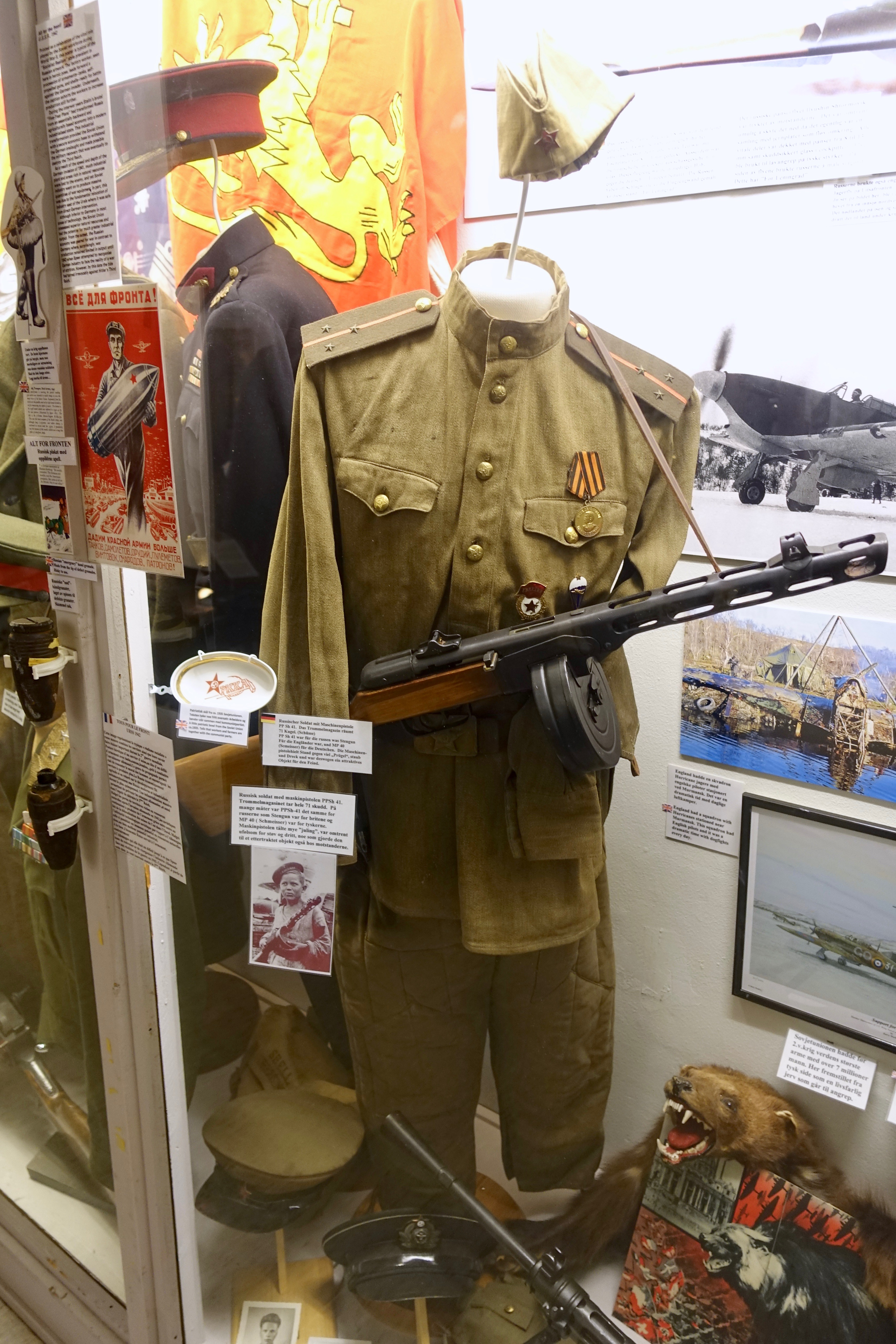
Gimnastiorka starszego lejtnanta Armii Czerwonej, wersja z 1943 roku
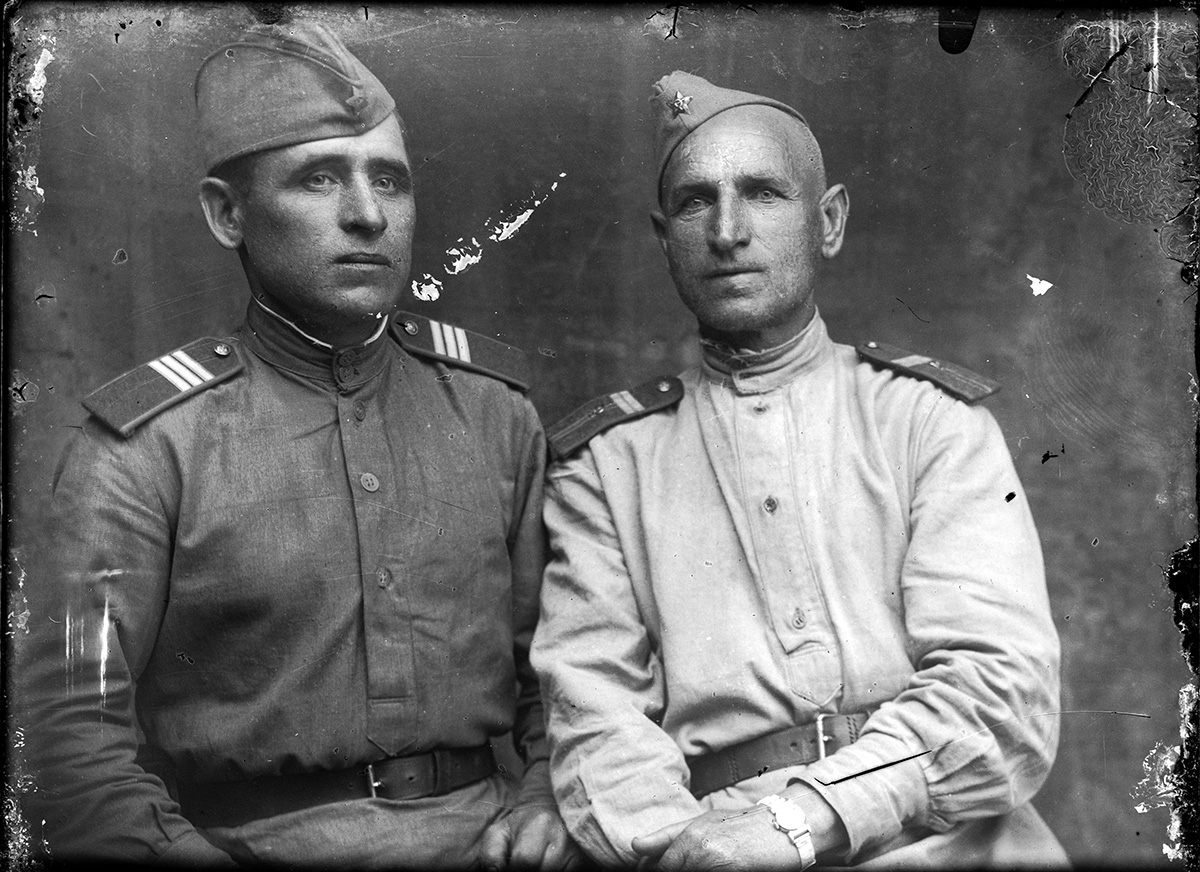
Żołnierze w gimnastiorkach
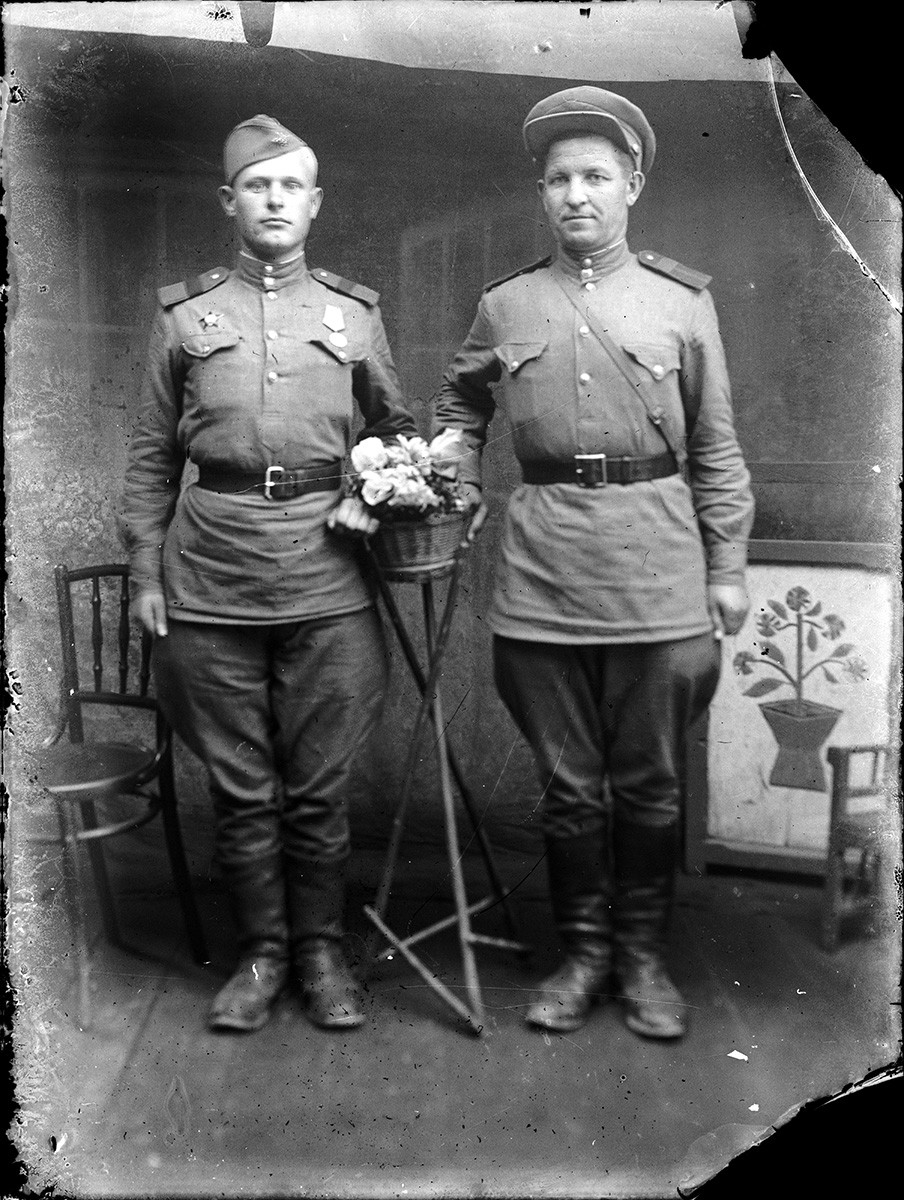
Żołnierze w gimnastiorkach
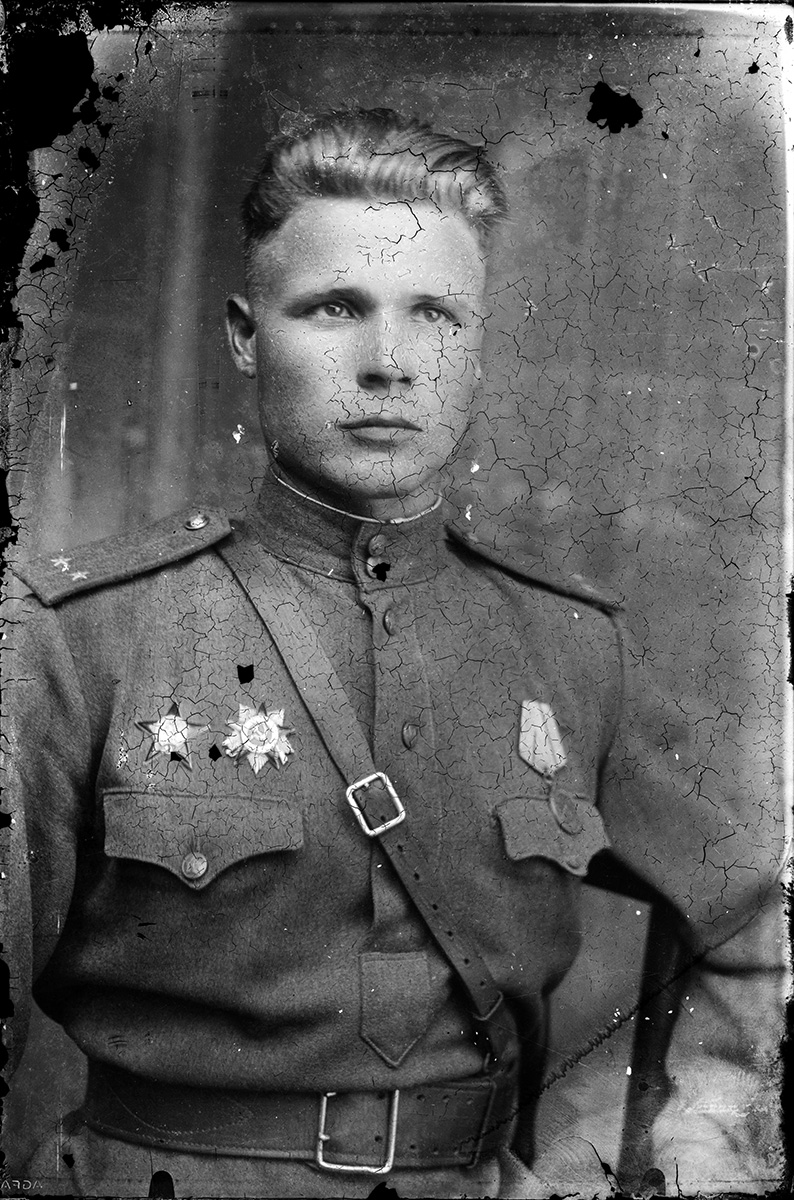
Żołnierz w gimnastiorce